# Вырупаев, Константин Григорьевич
Константи́н Григо́рьевич Вырупа́ев (2 октября 1930, Иркутск, Восточно-Сибирский край — 31 октября 2012, Иркутск) — советский борец классического стиля, олимпийский чемпион, Заслуженный мастер спорта СССР (1957), Заслуженный тренер РСФСР (1968).

## Биография
Начал заниматься борьбой в 1947 году. С 1950 года, будучи призванным в армию, Вырупаев неоднократно с успехом выступает в зональных соревнованиях Сибири и Дальнего Востока, а также дебютирует в финале первенства РСФСР в Ростове-на-Дону. Уже после демобилизации занял третье место на первенстве СССР в Риге и был включён в состав сборной страны. В 1955 году выполнил норматив мастера спорта СССР.
Был включён в олимпийскую команду.
На Летних Олимпийских играх 1956 года в Мельбурне боролся в весовой категории до 57 килограммов (лёгчайший вес). В схватках:
- в первом круге проиграл решением судей со счётом 2-1 Франциску Хорвату (Румыния), при этом первоначально спортсмену была присуждена победа, но результат был пересмотрен по протесту румынской делегации[3];
- во втором круге выиграл решением судей со счётом 3-0 у Яшара Илмаза (Турция), по очкам, заработанным вследствие полученных противником предупреждений за выход за пределы ковра;
- в третьем круге на 12-й минуте тушировал броском через спину Динко Петрова (Болгария);
- в четвёртом круге выиграл решением судей со счётом 3-0 у Имре Ходоша (Венгрия)
- в пятом круге не участвовал
- в шестом круге, проведя обратный пояс, выиграл на туше у Эдвина Вестербю (Швеция) и стал чемпионом Олимпийских игр[4]

При этом в шестом круге сложилась интересная ситуация: если Эдвин Вестербю проигрывал Константину Вырупаеву с любым счётом, кроме чистого проигрыша, то три борца — Константин Вырупаев, Вестерби и Хорват набирали одно и то же количество штрафных баллов, и таким образом места распределялись бы по весу борцов, при этом среди троих борцов Вестербю был самым тяжёлым и мог рассчитывать только на «бронзу» Меньше чем за минуту до конца встречи Вырупаев-Вестербю шведский борец получил от своего тренера Рудольфа Сведберга команду лечь. Таким образом Вырупаев стал чемпионом, а Вестербю, поскольку победил Франчиска Хорвата в личной встрече, получил «серебро».
На Летних Олимпийских играх 1960 года в Риме боролся в весовой категории до 62 килограммов (полулёгкий вес). В схватках:
- в первом круге в схватке с Хансом Марте (Австрия) была зафиксирована ничья, в результате которой Вырупаев получил два штрафных очка
- во втором круге на 4-й минуте тушировал броском через спину Войцлава Голозина (Югославия);
- в третьем круге не участвовал;
- в четвёртом круге проиграл решением судей Имре Пойяку (Венгрия), в результате чего получил ещё три штрафных очка;
- во пятом круге на 5-й минуте тушировал Хоссейна Эбрахимиана (Иран);
- в шестом круге, выиграл решением судей у Умберто Триппа (Италия), получив одно штрафное очко.

По результатам подсчёта штрафных очков и за счёт победы в личной встрече у Умберто Триппа, имеющего такое же количество штрафных очков, занял третье место.
Бронзовый призёр чемпионата СССР 1954 года, серебряный призёр чемпионатов СССР 1955—1957 годов, серебряный призёр чемпионата мира 1962 года.
Член КПСС с 1962 года. После окончания спортивной карьеры, стал тренером, возглавлял Иркутскую областную школу высшего спортивного мастерства. Учеником К. Г. Вырупаева является в частности участник Летних Олимпийских игр 1988 года, чемпион Европы, двукратный чемпион СССР Александр Шестаков.
Окончил Омский государственный институт физической культуры.
В Иркутске с 1990 года проводится традиционный всероссийский, с 2005 года — международный турнир на призы Константина Вырупаева.
Умер 31 октября 2012 года в Иркутске. Похоронен на Радищевском кладбище Иркутска.

## Награды
- Орден «Знак Почёта» (27.04.1957) — «за успехи, достигнутые в деле развития массового физкультурного движения в стране, повышения мастерства советских спортсменов, и успешное выступление на международных соревнованиях»
- Почётный знак «За заслуги в развитии физической культуры и спорта» (2000)
- знак отличия «За заслуги перед Иркутской областью» (2000)[7].
- Почётный гражданин Иркутска.
- Признан лучшим спортсменом Приангарья XX столетия[8].